# Richlands (Carolina do Norte)
Richlands é uma cidade  localizada no estado norte-americano de Carolina do Norte, no Condado de Onslow.

## Demografia
Segundo o censo norte-americano de 2000, a sua população era de 928 habitantes.
Em 2006, foi estimada uma população de 851, um decréscimo de 77 (-8.3%).

## Geografia
De acordo com o United States Census Bureau tem uma área de 3,1 km², dos quais 3,1 km² cobertos por terra e 0,0 km² cobertos por água. Richlands localiza-se a aproximadamente 17 m acima do nível do mar.

## Localidades na vizinhança
O diagrama seguinte representa as localidades num raio de 28 km ao redor de Richlands.